# Alfred von Keßler
Alfred August Ludwig Gottfried Keßler, seit 1882 von Keßler, (* 13. Januar 1833 in Luxemburg; † 10. August 1907 in Bullay) war ein preußischer General der Infanterie.

## Leben

### Herkunft
Keßlers Vorfahren kamen Ende des 17. Jahrhunderts aus der Pfalz nach dem Saalkreis im Herzogtum Magdeburg. Er war der Sohn des preußischen Oberstleutnants Johann Friedrich August Keßler (1806–1878) und dessen Ehefrau Luise Emilie Karoline, geborene Brée (1814–1841).

### Militärkarriere
Keßler besuchte die Garnisonschule und das Gymnasium zu Trier sowie anschließend die Kadettenhäuser in Bensberg und Berlin. Am 26. April 1851 trat er als Sekondeleutnant in die 2. Ingenieur-Inspektion der Preußischen Armee ein. Bereits wenige Tage später erfolgte seine Versetzung zur 8. Pionier-Abteilung. Jahre später wurde er als Generalmajor und Abteilungschef im Großen Generalstab am 27. Mai 1882 in Potsdam in den preußischen Adelsstand erhoben. Am 15. Mai 1886 beauftragte man Keßler zunächst mit der Führung der 28. Division, beförderte ihn am 18. September zum Generalleutnant und ernannte ihn am 4. Dezember 1886 zum Divisionskommandeur. In dieser Eigenschaft erhielt er am 20. August 1889 den Kronenorden I. Klasse. Von seinem Posten wurde Keßler am 23. März 1890 enthoben und anschließend zum Generalinspekteur des Militärerziehungs- und Bildungswesens ernannt. Zeitgleich fungierte er ab 28. April 1891 auch als ständiges Mitglied der Landes-Verteidigungskommission. In seiner Stellung am 20. September 1890 zum General der Infanterie befördert, wurde Keßler im März 1893 mit dem Großkreuz des Albrechts-Ordens mit dem goldenen Stern und dem Orden der Württembergischen Krone sowie am 8. September 1893 mit dem Großkreuz des Roten Adlerordens mit Eichenlaub ausgezeichnet. Unter Stellung à la suite des Kadettenkorps wurde Keßler am 20. Januar 1898 in Genehmigung seines Abschiedgesuches mit Pension zur Disposition gestellt.

### Familie
Keßler heiratete am 19. Mai 1860 in Koblenz Marie Werner (* 1837). Beide lebten in Bullay. Aus der Ehe gingen sechs Kinder hervor:
- Marie (* 1863) ⚭ Louis von Held (1849–1927), preußischer General der Infanterie
- Alfred (1865–1900), preußischer Premierleutnant a. D.
- Theodore (* 1867) ⚭ Viktor Krocker, preußischer Major
- Ernst (1869–1897), preußischer Premierleutnant a. D.
- Hans (1872–1887)
- Friedrich (1875–1933), preußischer Offizier und Diplomat